# Amanita australis
Amanita australis es una especie de hongo de la familia de setas Amanitaceae. Produce cuerpos fructíferos de tamaño pequeño a mediano, con píleos o sombreros amarronados o de color miel que llegan a 9 cm de diámetro. Están cubiertos de verrugas cónicas o piramidales, más grandes y más frecuentes en el centro, y más pequeñas y escasas hacia los bordes. Las laminillas situadas en la parte inferior del píleo, son blancas, bastante próximas una de las otras, y no se unen al tronco. El estipe, hueco y con una carne blanca, de hasta 9 centímetros de alto y 26 milímetros de espesor, posee un anillo blanco a castaño amarillento y una base bulbosa.
En la naturaleza, la especie se encuentra solamente en las dos islas mayores de Nueva Zelanda. Se produce en los árboles del bosque de los géneros Leptospermum y Nothofagus, con las cuales forma micorrizas. El hongo fue descrito por primera vez en 1962, gracias al trabajo de la micóloga neozelandesa Greta Stevenson. En la misma publicación, Stevenson también describió lo que ella pensaba que era una especie separada, Limacella macrospora, sin embargo, 30 años después, esta fue considerada sinónimo de A. australis. El hongo puede ser confundido con otra especie endémica de Nueva Zelanda, A. nothofagi, pudiéndose ser distinguida entre sí solo por diferencias en las características microscópicas.

## Taxonomía y clasificación
Amanita australis fue descrita por primera vez por la micóloga neozelandesa Greta Stevenson, en 1962, basándose en muestras recogidas por ella en abril de 1954 en torno al lago Rotoiti en el Parque nacional de los Lagos Nelson en la Isla Sur de Nueva Zelanda. En la misma publicación, Stevenson describió Limacella macrospora, recogidos en 1952 al sur de la Isla Norte, un pueblo cercano a la capital, Wellington. Stevenson creía que era una nueva especie, diferente de cualquier otra Limacella descrita anteriormente, debido a su mayor tamaño y sus esporas amiloides. El micólogo austríaco Egon Horak la trasfirió más tarde al género Oudemansiella, pero no justificó por qué hizo la nueva combinación. En 1986, Pegler y Young propusieron una clasificación para el género Oudemansiella basada en gran medida de la estructura de las esporas, pero excluyeron O. macrospora, considerándola una especie de Amanita. En 1993, Geoff Ridley examinó los materiales del holotipo de Stevenson y redujo la sinonimia L. macrosporus con A. australis, explicando que:
El tamaño, la forma y la reacción amiloide de las esporas, el tamaño de basidios, presencia de broches y células en los márgenes de las láminas indican que este es Amanita australis de Stevenson y que encaja suavemente en el concepto de este grupo taxonómico. ... Macroscópicamente el espécimen no posee el típico bulbo pronunciado en la base del estipe y los remanecientes de la volva sobre el píleo; sin embargo, esto no es una condición desconocida en este taxón.
Aunque originalmente Stevenson había puesto la especie en la sección Phalloides de los Amanita, después de haber notado una similitud con A. citrina, A. australis está clasificado actualmente en la sección Validae; muchas especies de esta sección tiene la base del tronco bulbosa. Otras setas en esta misma sección incluyen A. nothofagi, A. rubescens, A. aestivalis y A. elongata. Ridley sugiere que el nombre común en idioma inglés adecuado para el hongo es straw flycap (casquillo mosca de paja), mientras Rodham Tulloss defiende que debería ser llamado far south Amanita (Amanita del sur lejano)". El epíteto específico australis es un término latino que significa "del sur".

## Descripción

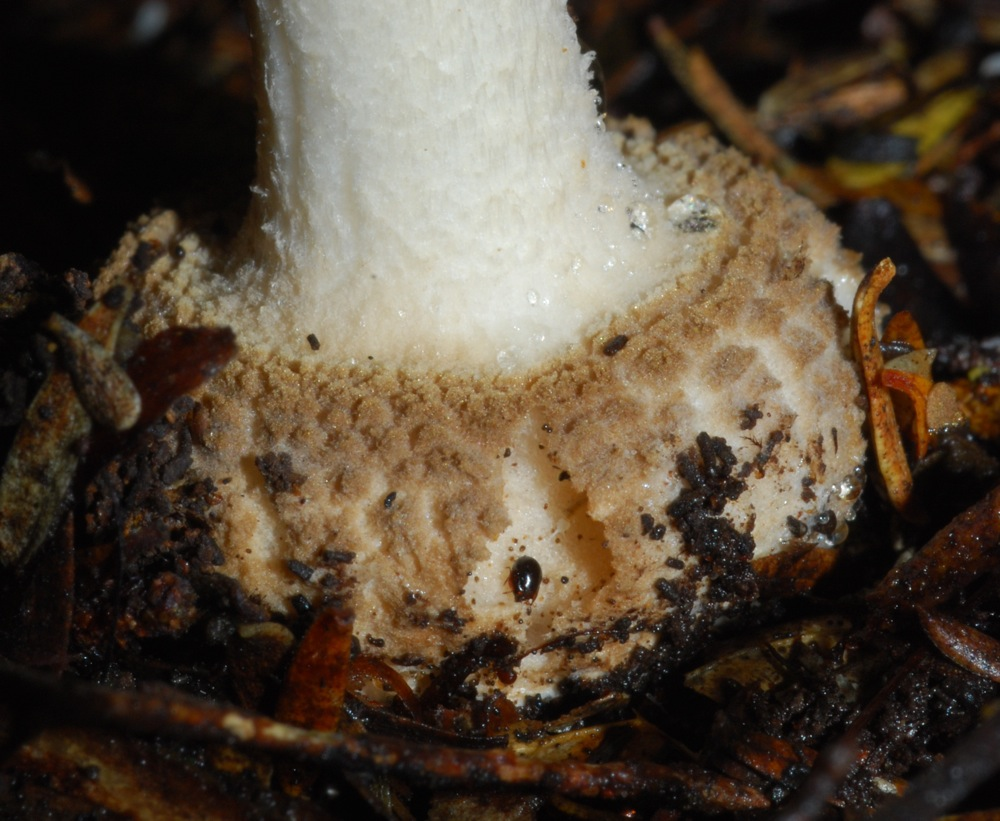
La base bulbosa del tronco puede tener remanentes de volva.

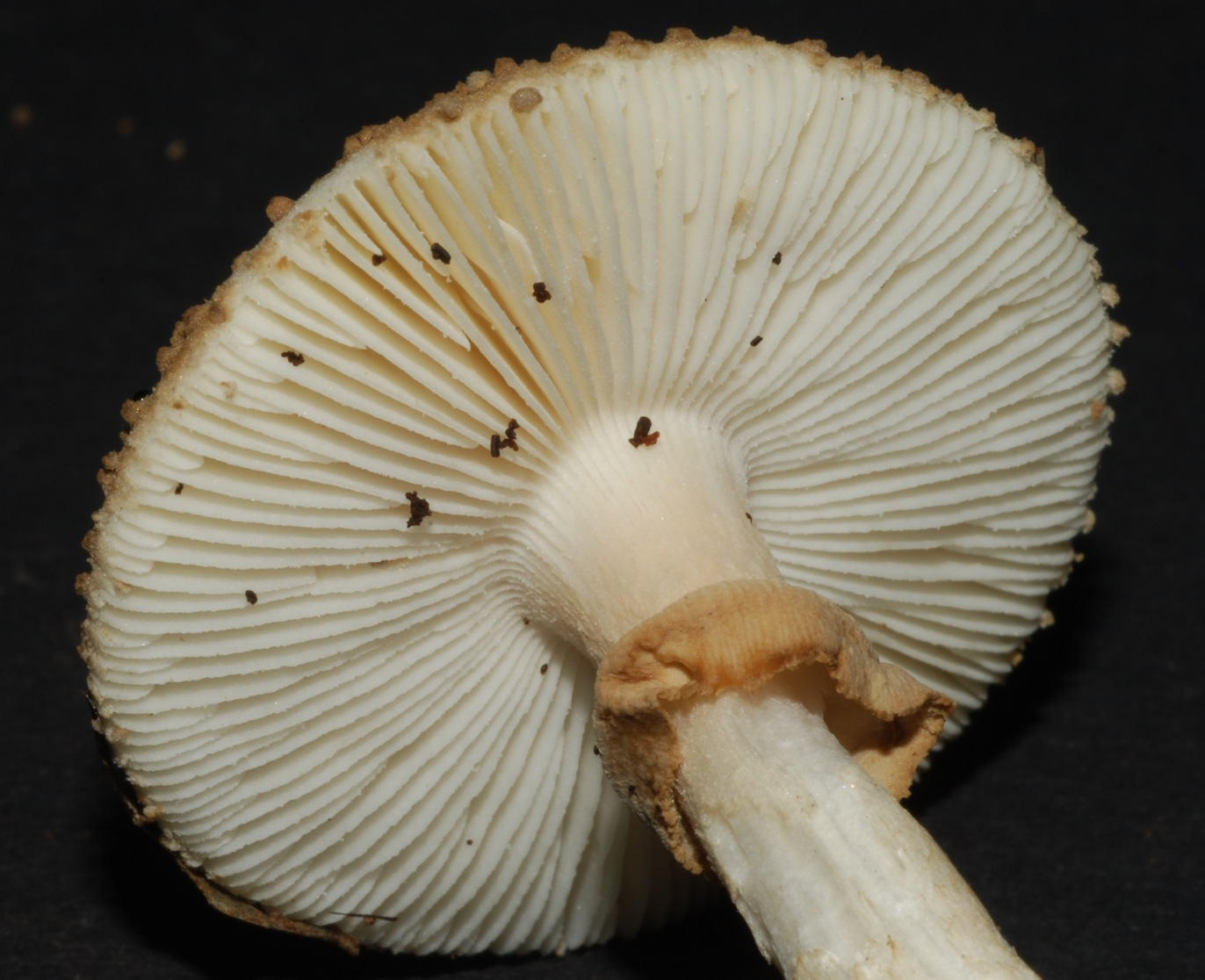
Las láminas se atestan y no se unen al tronco.

El píleo (sombrero) de A. australis tiene formato inicialmente convexo, pero con el pasar del tiempo tiende a quedar plano o desarrolla una depresión central. Llega a 20–90 mm de diámetro. A veces, el margen del píleo está agrietado y se enrolla hacia atrás, dándole un aspecto rugoso. El centro del píleo es de color cuero oscuro, color miel o amarillo-blanquecino, con un tono más pálido cerca del margen. La superficie es pegajosa cuando la seta es joven o está mojado, pero cuando el hongo madura queda seco. Los restos de la volva forman verrugas cónicas a piramidales que están densamente agrupadas en el centro, llegando a ser escasas y más bajas hacia el margen. Inicialmente son blancas y luego sepia-grisáceas o amarillo-blanquecino, con puntas blancas o color piel.
Las laminillas están atestadas, son blancas, están libres de adhesión al tronco y miden 6-10 mm de ancho. Las lamélulas (láminas cortas que no se extienden completamente desde el borde del píleo para el tronco) tienen extremidades truncadas.  El estipe (tallo) mide 3,7 a 9,0 cm de altura y 0,6 a 2,6 cm de diámetro, siendo más cónico en el centro. Es hueco y tiene una base  abruptamente bulbosa con un espesor entre 1,4 y 3,8  cm. La superficie del estipe por encima del nivel del anillo es blanca y está cubierta por mechones algodonosos de micelio; ya por debajo del anillo es blanco con surcos transversales castaños y grisáceos. La base puede o no puede tener un aro quebradizo de restos de la volva de color castaño amarillento a gris-sepia. El anillo es transparente, blanco a castaño amarillento, inicialmente colgado libremente y después adherido al tallo. La carne del píleo es blanca, ocasionalmente amarillo blanquecino pálido sobre el centro del píleo; ya la carne del tronco es toda blanca.

### Características microscópicas
Las impresión de esporas, una técnica utilizada en la identificación de los hongos, es de color blanco. Las esporas miden normalmente 9 a 12 por 8-10,5 micrómetros (µm), y son esféricos a elipsoidales con paredes delgadas. Ellos son hialinos (translúcidas) y amiloides, lo que significa que se manchan de azul oscuro o negro en contacto con el reactivo de Melzer. Los basidios miden 43,5 a 76,5 por 10,5 a 17 µm, y tienen en su mayoría cuatro esporas fijadas cada una, fijados a sus bases. Hay abundantes células hialinas esféricas, elípticas o en forma de trébol, en los bordes de las láminas, midiendo de 16 a 39,5 por 10,5 a 27,5 µm. La cutícula del píleo tiene 220-270 µm de ancho, y está constituido por una suprapellis (capa superior) gelatinizada y una subpellis (capa inferior) no gelatinizada. Los restos de la volva en el píleo consisten de abundantes células hialinas, esféricas o en forma de trébol, midiendo de 10 a 86 por 9-85 µm. Estas células son color umber, y están dispuestas en cadenas perpendiculares a la superficie del píleo, volviéndose más pequeñas y pálidas en la punta de la verruga, sobre hifas moderadamente abundantes de 4 a 10 µm de ancho. Las fíbulas son abundantes en las hifas.

## Especies similares

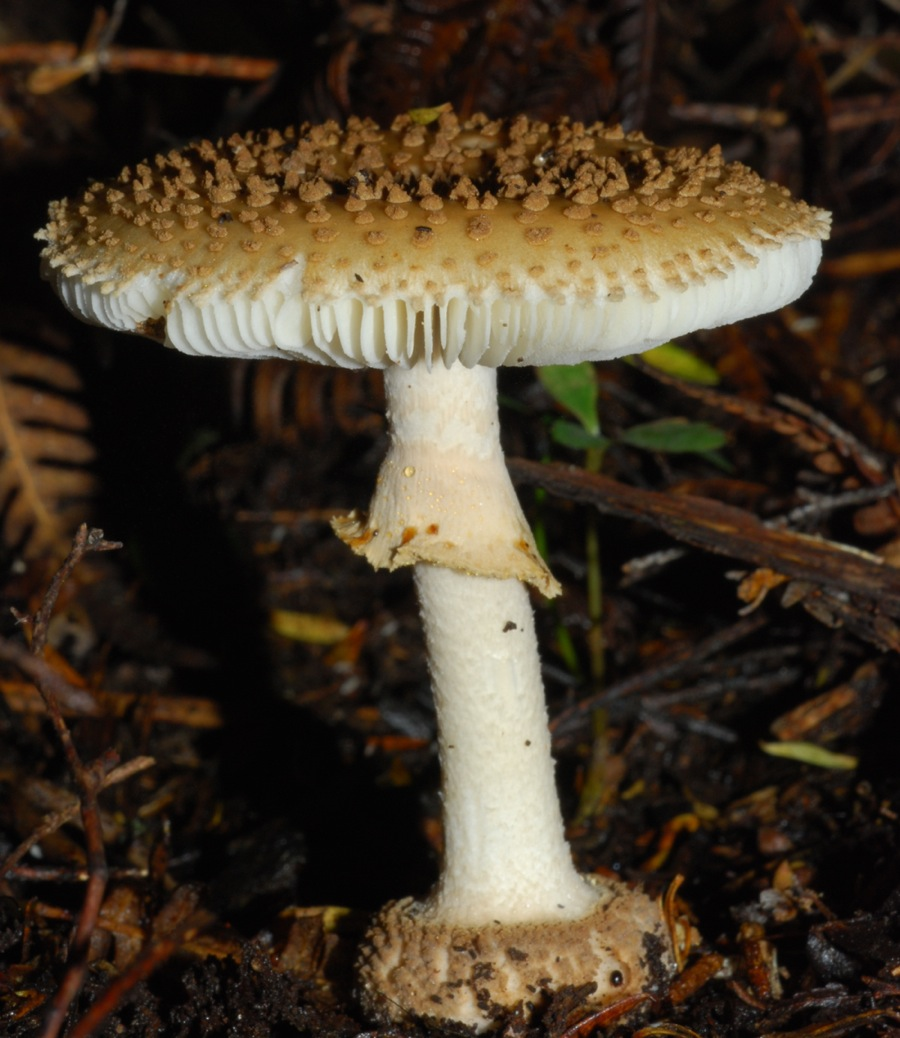
Ejemplar maduro encontrado en Auckland, bajo un árbol L. scoparium.

Los cuerpos de fructificación de Amanita australis que perdieron sus verrugas tienen purga de color pueden parecerse a otro hongo que se encuentra en Nueva Zelanda, A. nothofagi. Ambas especies se pueden distinguir de forma fiable mediante microscopía, porque A. nothofagi no tiene fíbulas en la base de los basidios, a diferencia de A. australis, donde son abundantes. El hongo también tiene algunas similitudes con la especie A. abrupta, que habita en el este de América del Norte y Asia oriental, y también tiene la base del tronco abruptamente bulbosa.

## Ecología, hábitat y distribución
Como la gran mayoría de las especies del género Amanita, A. australis es una especie de micorrizas, formando así una asociación simbiótica mutuamente beneficiosa con diversas especies de plantas. La ectomicorriza le garantizan a la seta compuestos orgánicos importantes para su supervivencia oriundos de la fotosíntesis del vegetal; a su vez, la planta se beneficia por un aumento de la absorción de agua y nutrientes debido a hifas de los hongos. La existencia de esta relación es un requisito fundamental para la supervivencia y el crecimiento adecuado de ciertas especies de árboles, como algunos tipos de coníferas.
En la naturaleza, la seta se encuentra solo en las islas Norte y Sur, las dos mayores de Nueva Zelanda, donde crece en asociación micorriza con árboles del género Nothofagus (incluyendo Nothofagus fusca, N. menziesii, N. solandri y N. truncata), Leptospermum scoparium, y Kunzea ericoides. Generalmente, la seta crece en solitario, pero en raras ocasiones fue encontrada creciendo en grupos.